# Sasikarn Tongchan
Sasikarn Tongchan (19 de septiembre de 2003) es una deportista tailandesa que compite en taekwondo. Ganó dos medallas en el Campeonato Asiático de Taekwondo, bronce en 2022 y oro en 2024.

## Palmarés internacional
| Campeonato Asiático | Campeonato Asiático       | Campeonato Asiático | Campeonato Asiático |
| Año                 | Lugar                     | Medalla             | Categoría           |
| ------------------- | ------------------------- | ------------------- | ------------------- |
| 2022                | Chuncheon (Corea del Sur) | Medalla de bronce   | –62 kg              |
| 2024                | Đà Nẵng (Vietnam)         | Medalla de oro      | –62 kg              |